# Bombatxo
El bombatxo és un calçó o pantaló molt ample i bufat o bombat, amb una llargada que pot arribar fins als genolls o poc més avall (versió de calçó) o bé fins als turmells (versió de pantaló); és ajustable mitjançant gomes, botons, sivelles, etc. El mot procedeix de l'espanyol (sobretot de l'Argentina) bombacho, i equival a l'anglès baggy trousers, esp. bombacho o *pololo, fr. pantalon bouffant, it. pantaloni gonfi, port. calça folgada, rom pantaloni bufanți.
Així doncs, d'un calçó o pantaló --indistintament-- se'n diu bombatxo quan té els camals molt amples, bufats. Dit altrament, el bombatxo es defineix per l'amplitud i la forma bombada; quant a la llargada, pot ser pantaló, però és més habitual que sigui calçó.

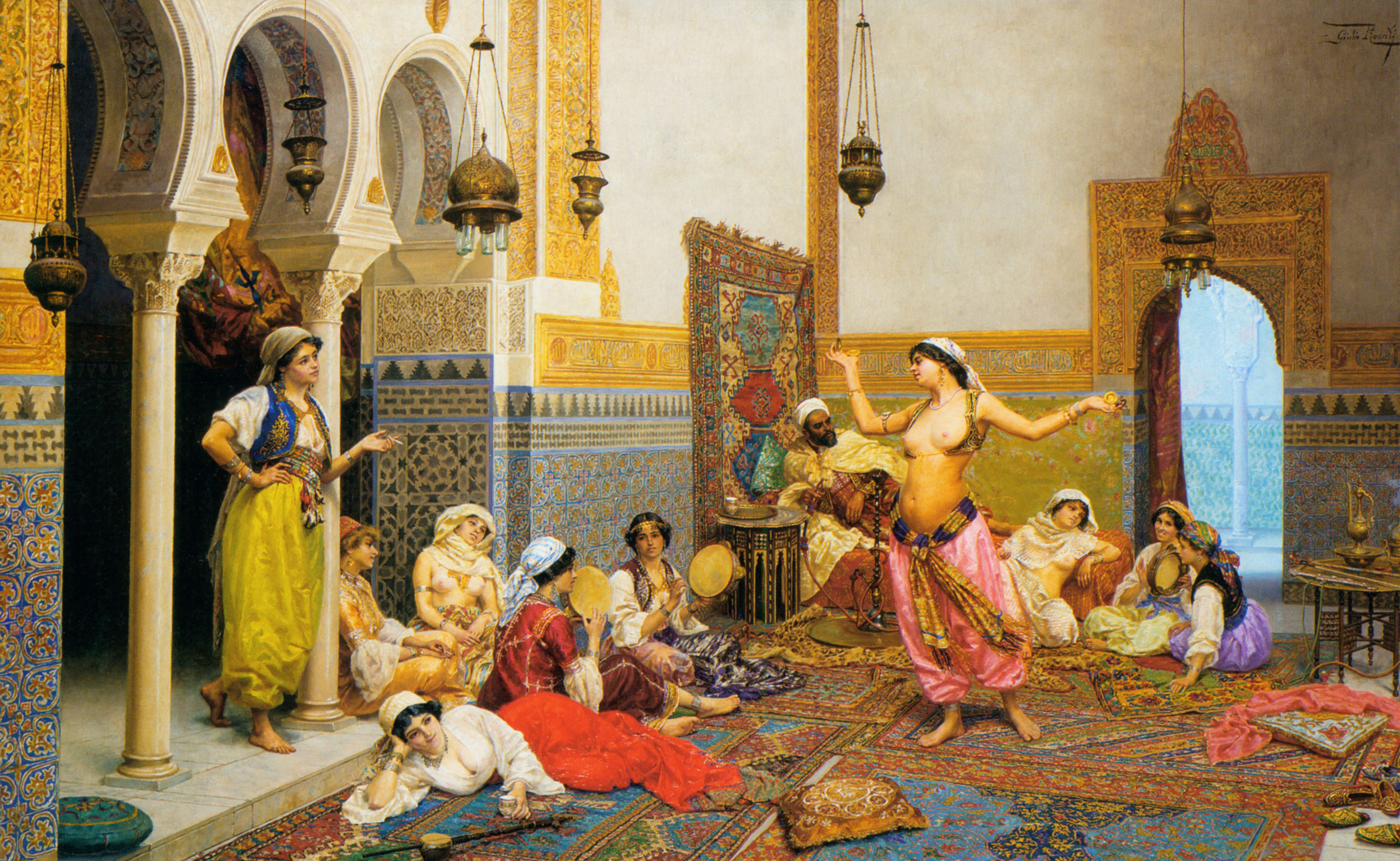
Pantalons bombatxos d'estil turc portats per dones de l'harem. Quadre de Rosatti

## Calçó bombatxo

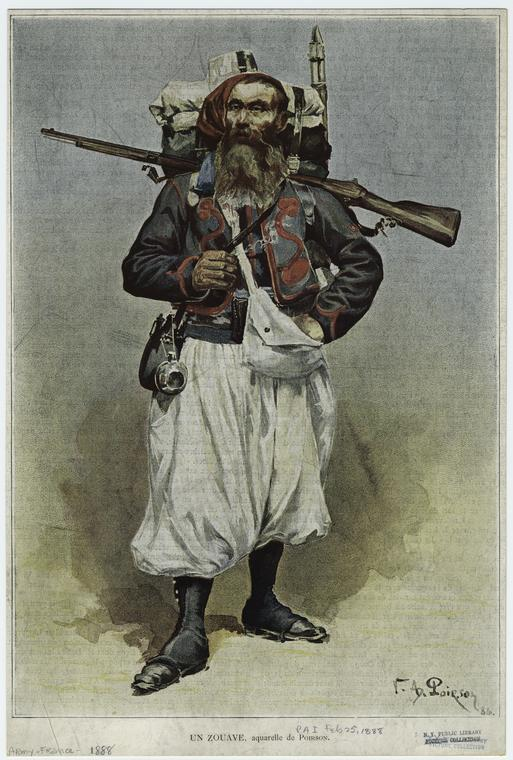
Zuau francès (1888) amb el característic calçó bombatxo (sarouel)

Exemples de tipus concrets de calçó bombatxo són, entre d'altres:
- els calçons bombats o bufats que formen part de la indumentària folklòrica de Turquia (şalvar), del Magrib (sirwāl),[1] de diverses contrades dels Països Catalans (calçons de bufes mallorquins, saragüells[2] del País Valencià i les Terres de l'Ebre), etc.;
- els calçons de zuau i altres de tropes colonials del nord d'Àfrica (francès sarouel, espanyol serual), basats en el tipus anterior;
- els bloomers femenins del segle XIX;
- els calçons bombatxos de moda civil internacional (vegeu més avall), entre els quals el pantaló de golf.

El calçó bombatxo entrà en la moda civil internacional a partir de l'impacte que feren els zuaus en l'imaginari col·lectiu a mitjan segle xix. Entre el darrer quart del segle xix i la Segona Guerra Mundial els calçons bombatxos foren populars com a indumentària masculina informal i d'esport (per exemple, per a muntar en bicicleta); també per a infants. Era una moda procedent de les classes altes britàniques. És aquesta mena de calçó bombatxo de moda civil internacional el que en anglès rep el nom de knickerbocker i en italià de calzoni (o pantaloni) alla zuava. El pantaló de golf és un subconjunt d'aquesta mena de calçons; s'individualitza perquè és una mica més llarg (arriba fins al tou de la cama).

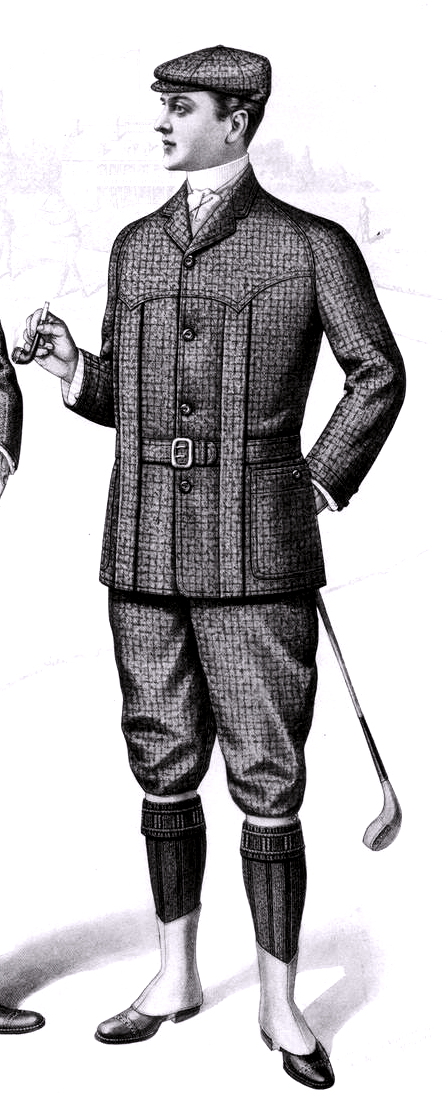
Elegant de 1901 amb jaqueta Norfolk i calçó bombatxo (knickerbocker)
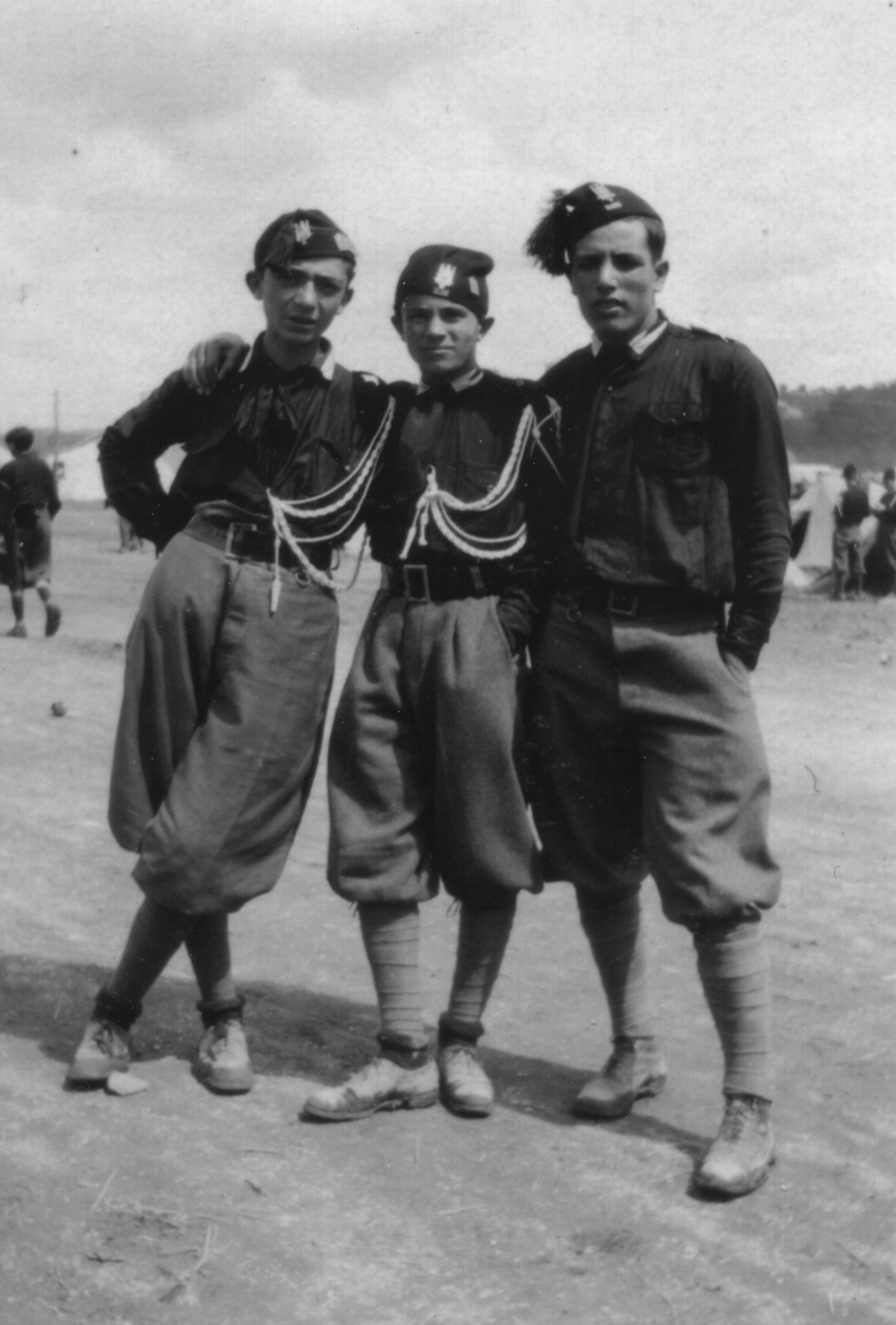
Joves milicians feixistes italians (avanguardisti) de 1925 amb fes i calçons bombatxos (calzoni alla zuava)
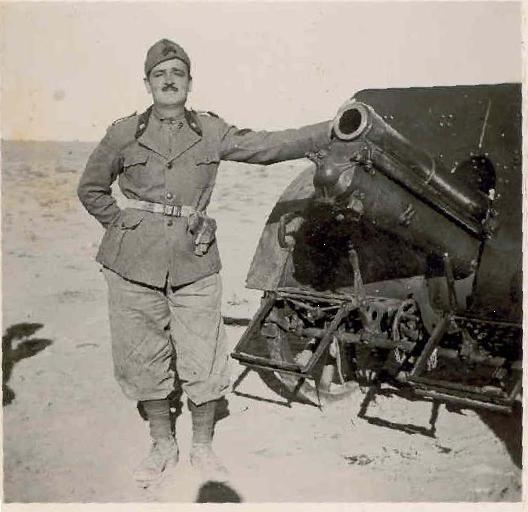
Soldat italià a Líbia (vers 1940) en uniforme de campanya, amb casquet de caserna (bustina), guerrera de solapes i calçons bombatxos (calzoni alla zuava) combinats amb botes de mitja canya i benes

Els calçons bombatxos foren molt populars entre els feixistes italians des del principi (potser perquè, com el fes, donaven aire "orientalitzant", en símbol de voluntat imperialo-colonial), i s'incorporaren als uniformes oficials de llurs milícies, generalment just per sota del genoll. Aquesta mena de calçons s'estengué a la tropa de l'exèrcit, en substitució dels pantalons llargs i rectes de 1909, arran la riforma Baistrocchi de 1933/34 (la qual, d'altra banda, prescriví uns pantalons de muntar per a l'oficialitat que també eren bastant amples); contribuïren a definir la típica silueta del soldat mussolinià.

## Pantaló bombatxo

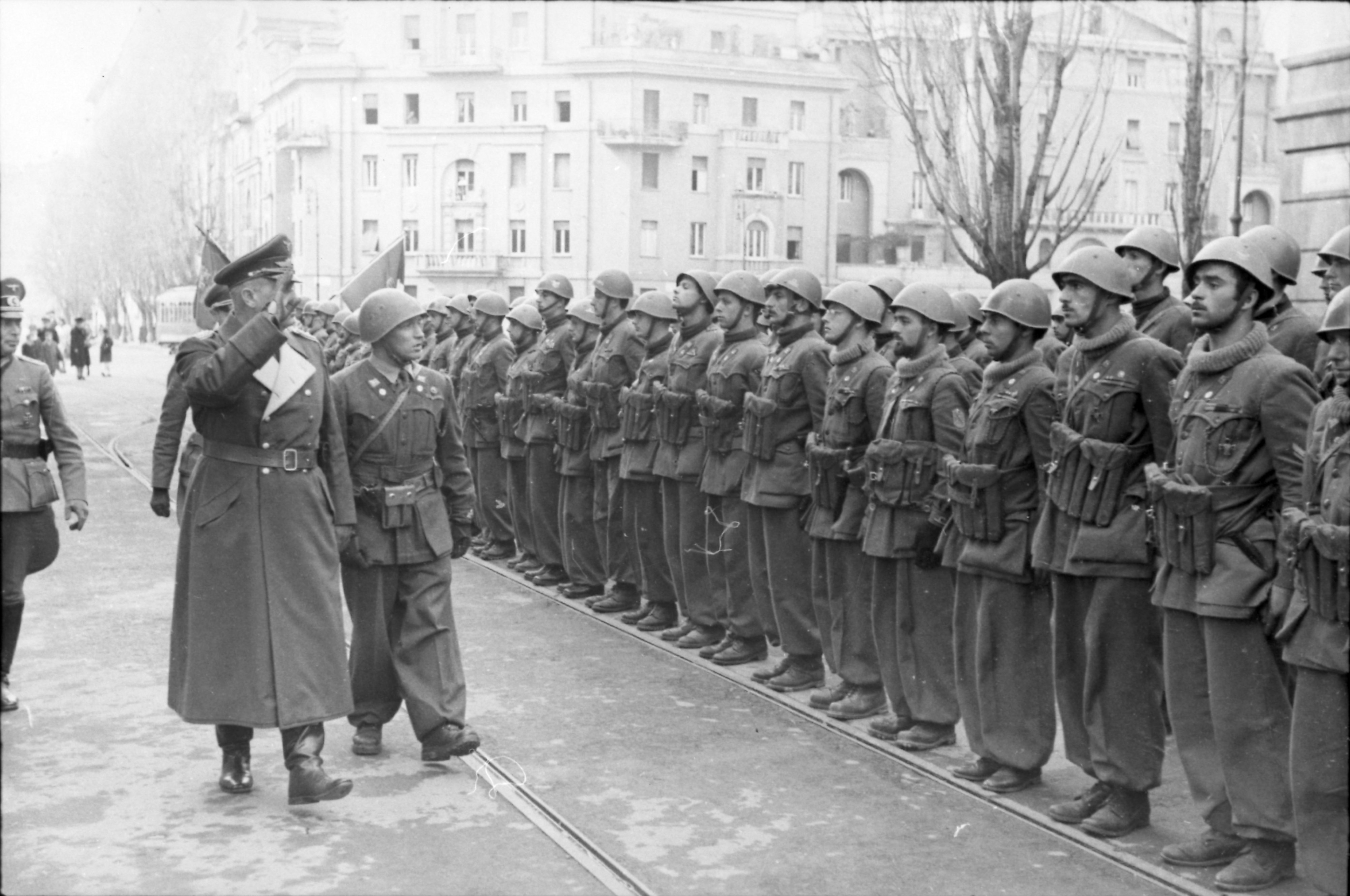
Soldats de la RSI (1944) amb pantalons bombatxos model 1941

Exemples de tipus concrets de pantaló bombatxo són:
- determinades varietats llargues de bombatxo popular-tradicional (Turquia, Magrib, etc.);
- els anomenats pantalons gudaris, molt usats per l'Exèrcit Popular durant la Guerra Civil Espanyola; hi eren molt semblants els pantalons de paracaigudista italians m. 1941, favorits de les tropes de la República de Salò (1943-1945);
- el bombatxo llarg, nom que abraça els models femenins d'avui dia, inspirats en la línia tradicional ("catalano-turco-magribina"). En anglès s'anomenen harem pants.